# Sarah Wynn-Williams
Sarah Wynn-Williams, née en 1979 ou 1980, est une avocate, diplomate et experte en politiques publiques et auteure néo-zélandaise. Elle a été auparavant directrice des politiques publiques chez Facebook. Son livre Careless People: A Cautionary Tale of Power, Greed, and Lost Idealism (en) est publié en 2025 malgré les objections de Facebook.

## Biographie
Wynn-Williams grandit à Christchurch. En 1993, elle affirme avoir été attaquée par un requin adolescente alors qu'elle est en vacances au Golden Bay Holiday Park à Tukurua (une partie de Oruru (en)) à Golden Bay,. Elle est titulaire d'un bachelor de l'Université de Canterbury et d'un Master of Laws de l'Université Victoria.

## Carrière
Wynn-Williams exerce le droit au sein du cabinet d'avocats King & Wood Mallesons (en). De 2002 à 2007, elle est conseillère politique au sein du gouvernement néo-zélandais. De 2007 à 2011, elle dirige le bureau des affaires politiques et des relations gouvernementales de la Nouvelle-Zélande à son ambassade à Washington, DC. Elle travaille également pour Oxfam International.
Wynn-Williams commence à travailler pour Facebook en 2011, devenant la directrice mondiale des politiques publiques. Facebook met fin au contrat de Williams en 2017, en raison de prétendues « mauvaises performances et d'un comportement toxique ». Williams déclare qu'elle pense que c'est en représailles pour avoir dénoncé Joel Kaplan pour harcèlement sexuel. Sarah Wynn-Williams affirme que Kaplan lui a demandé de travailler durant son congé de maternité, l'a régulièrement bombardée de commentaires à caractère sexuel et s'est moquée d'elle lors d'une fête d'entreprise. En réponse, Meta publie une déclaration affirmant qu'une enquête interne a blanchi Kaplan et que Wynn-Williams avait fait des « allégations de harcèlement trompeuses et sans fondement »,.

### Careless People
Le 11 mars 2025, Williams publie un livre à charge sur sa carrière chez Facebook intitulé Careless People: A Cautionary Tale of Power, Greed, and Lost Idealism. 
Sarah Wynn-Williams y révèle des anecdotes sur le fonctionnement interne de la société. On y apprend que Mark Zuckerberg par exemple ne prend jamais de rendez-vous avant midi par exemple ou que Sheryl Sandberg, derrière le vernis de « féminisme corporate » conféré par son livre Lean In (en) publié en 2013 a des tendances autoritaires. 
Elle révèle aussi que Facebook développe des outils de surveillance et de modération pour le marché chinois. Elle indique aussi que l'entreprise exploite les données personnelles des jeunes filles en détresse psychologique, afin de pousser des publicités ciblées vers leurs profils.
À la suite de ces révélations, Facebook menace d'intenter une action en justice, et a lancé en urgence le 7 mars 2025  une procédure d'arbitrage devant l’International Center for Dispute Resolution. L'arbitre interdit toute promotion du livre,. Facebook tente de faire respecter un accord de non-dénigrement estimant que l'autrice est tenue par l'accord de confidentialité qu'elle a signé lors de son licenciement. 
Facebook/ Meta a fait valoir que le livre était « obsolète » et ne reflétait pas les pratiques actuelles. 
La tentative de censure de Facebook produit l'effet contraire escompté, constituant un exemple d’effet Streisand, et le livre est très médiatisé dès sa sortie. L’action en justice de Facebook conduit à une plus grande publicité et à une augmentation des ventes de livres,,. Le livre s'est vendu à 60 000 exemplaires la première semaine de sa parution. 
Michelle Goldberg, journaliste du New York Times indique espérer que « cette tentative maladroite de censure de Meta amènera davantage de gens à lire le livre de Wynn-Williams ». La véracité des propos de Williams n'est en revanche pas mise en cause par l'arbitrage.
Stuart Jeffries du Guardian indique que le récit de Wynn-Williams a des relents sectaires et incorpore une forte critique d'internet.org et de la direction de Facebook. Sabhanaz Rashid Diya, ancien responsable des politiques publiques de Meta au Bangladesh, qui a travaillé pour l'entreprise à des moments différents de ceux de Wynn-Williams, a décrit le livre comme « un exploit courageux, mais il passe sous silence l'indifférence de Wynn-Williams aux avertissements des décideurs politiques, de la société civile et des équipes internes en dehors des États-Unis concernant les graves dommages causés aux communautés par Facebook. ».

## Audition devant le Sénat américain
Wynn-Williams témoigne à propos de Meta devant la commission judiciaire du Sénat le 9 avril 2025. Après une introduction par Josh Hawley, qui a souligné combien Facebook avait mit tout en œuvre pour empêcher cette audition, Williams devant la sous-commission judiciaire du Sénat, a abordé les relations de Meta avec la Chine. Depuis 2015, Mark Zuckerberg aurait fait collaboré l'entreprise avec le Parti Communiste Chinois en testant des outils de censure sur les communautés Facebook de Hong Kong et Taïwan.
Elle a notamment déclaré sous serment : « Le plus grand tour de passe-passe de Mark Zuckerberg, fondateur et patron de Meta, a été de se draper du drapeau américain, de se qualifier de patriote et de dire qu’il n’offrait pas de services en Chine, alors qu’il a passé la dernière décennie à y construire une entreprise de 18 milliards de dollars. »

## Vie personnelle
Wynn-Williams est mariée à un journaliste du Financial Times. Elle a trois enfants,.

## Publications
- Sarah Wynn-Williams, Careless People: A Cautionary Tale of Power, Greed, and Lost Idealism, Flatiron Books, 2025 (ISBN 978-1-250-39123-0, OCLC 1504756807)[26],[27],[28],[29],[30],[31]